# Hervé de Nédéllec
Hervé de Nédellec (?-1323) membro da Ordem dos Pregadores, tendo sido eleito Mestre Geral em 1318, cargo que exerceu até à sua morte. Autor de Comentários às sentenças de Pedro Lombardo e Defensio doctrinae fratris Thomae, foi professor na Universidade de Paris. Seguidor do tomismo, com as quais combateu a Henrique de Gand e Durando, ainda que em determinados aspectos divergiu das doutrinas tomistas tradicionais.
Como Mestre Geral, conduziu e obteve a conclusão do processo de canonização de São Tomás de Aquino.